# Trafana subtilis
Trafana subtilis là một loài tò vò trong họ Ichneumonidae.